# フルダ魔女裁判

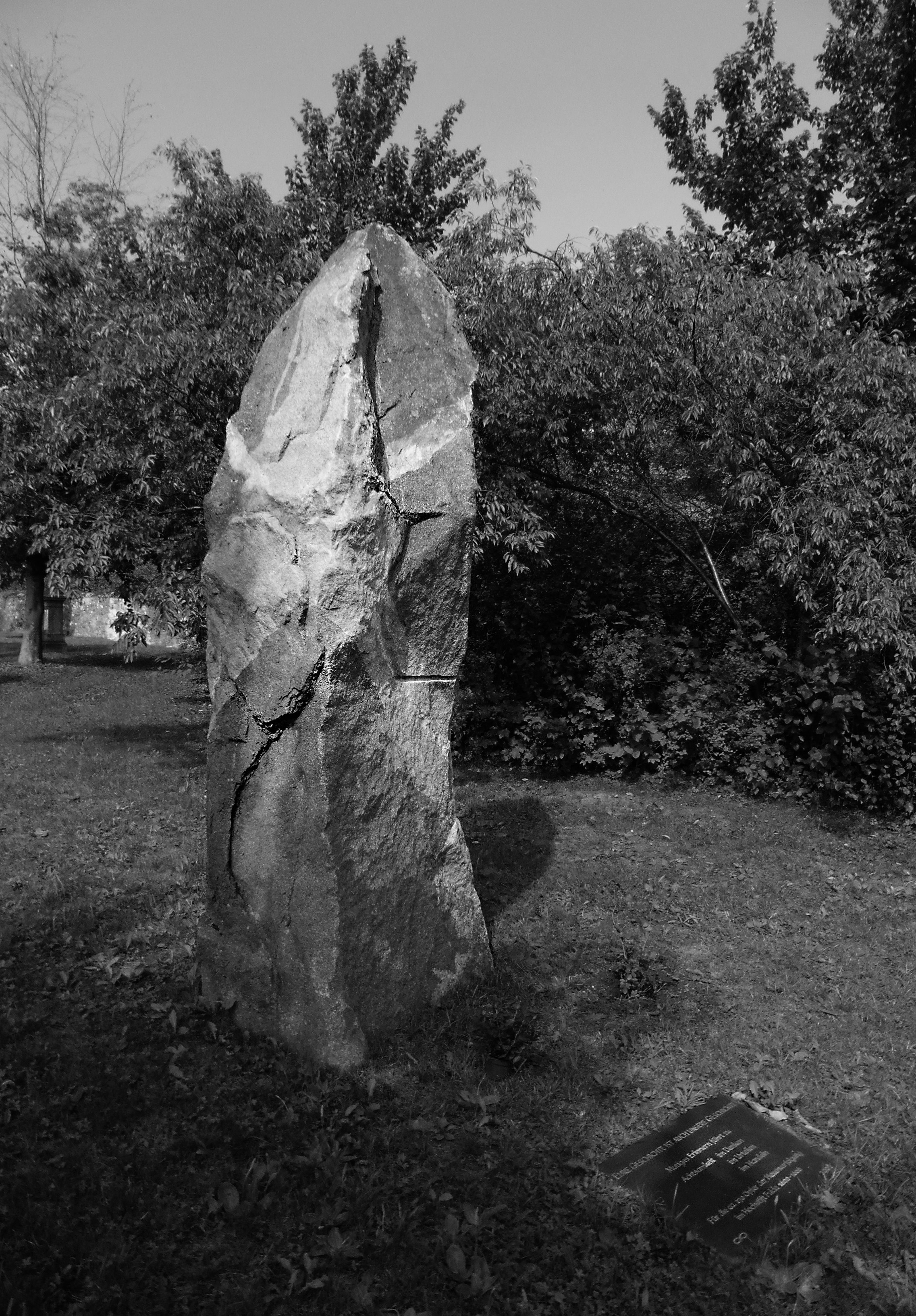
フルダ魔女裁判の記念碑

フルダ魔女裁判（フルダまじょさいばん、Fulda witch trials）は、1603年から1606年にかけてドイツのフルダで行われた魔女裁判で、約250人が死亡した。トリーア魔女裁判、ヴュルツブルク魔女裁判、バンベルク魔女裁判と並んで、ドイツの四大魔女裁判と認識されている。2008年には、フルダで魔女裁判の犠牲者のための記念碑が設置された。